# The Streetsweeper, Vol. 1
| Recensione | Giudizio |
| ---------- | -------- |
| AllMusic   | [ 1 ]    |

The Streetsweeper, Vol. 1 è il primo album del produttore hip hop statunitense DJ Kay Slay, pubblicato nel 2003 dalla Columbia Records.

## Tracce
1. Intro (featuring Aaron Hall) – 3:26 – Paperchase Inc.
2. I Never Liked Ya Ass (featuring Fat Joe, Raekwon & Scarface) – 3:37 – Paperchase Inc.
3. The Streetsweeper (featuring The LOX) – 3:51 – Supa Mario, Vinny Idol
4. 50 Shot Ya (featuring 50 Cent) – 4:02 – DJ Scratch
5. Get Shot the Fuck Up (featuring Mobb Deep & Big Noyd) – 3:34 – Havoc
6. Everybody Wanna Shine (featuring Black Rob, Craig Mack & G. Dep) – 3:16 – D-Dot
7. Too Much for Me (featuring Nas, Baby, Foxy Brown & Amerie) – 4:05 – Dream Team
8. Purple Haze (featuring the Diplomats) – 3:28 – The Heatmakerz
9. Freestyle (featuring Eminem) – 3:39 – Eminem
10. The Champions (featuring Brucie B, DJ Clue?, DJ S&S, Doo Wop, Funkmaster Flex, Kid Capri, Ron G & Tony Touch) – 4:01 – Dame Grease
11. Seven Deadly Sins (featuring Amil, Angie Martinez, Duchess, Lady May, Remy Ma, Sonja Blade & Vita) – 5:38 – Ez Elpee, Stevie J.
12. New Jack City (featuring Cassidy, Grafh, J-Hood, Postaboy & Shells) – 4:08 – Paperchase Inc.
13. Westside Driveby (featuring EA-Ski, Kam & MC Ren) – 3:38 – EA-Ski
14. I'ma Smack This Muthafucka (featuring N.O.R.E.) – 2:50 – Kyze
15. Angels Voice (featuring Flipmode Squad) – 3:39 – Nottz
16. I Got U (featuring Styles P & Bristal) – 3:43 – P. King
17. Take a Look At My Life (Remix featuring Fat Joe, Remy Ma & A-Bless) – 5:01 – Buckwild
18. Coast to Coast Gangstas (featuring Bun B, Joe Budden, Killer Mike, Sauce Money, WC & Hak Ditty) – 5:45 – Dame Grease
19. Nino Brown (featuring Wyclef Jean & Hollywood) – 4:05 – Jerry Duplessis, Wyclef Jean
20. Put That Thing Down (featuring 8Ball & MJG & Jagged Edge) – 4:45 – Jazze Pha

## Classifiche settimanali
| Classifica (2003)         | Posizione massima |
| ------------------------- | ----------------- |
| Stati Uniti               | 22                |
| US Top R&B/Hip-Hop Albums | 4                 |